# Asahi-gawa (Okayama)
Pour les articles homonymes, voir Asahigawa.
Le fleuve Asahi (旭川, Asahi-gawa) est un fleuve japonais et le principal système d'approvisionnement en eau du bassin central de la préfecture d'Okayama. Il est l'un des principaux fleuves de cette préfecture avec le Yoshii-gawa.

## Géographie
Le fleuve Asahi traverse le lac Asahikawa.